# Halodromus deltshevi
Espèce
Halodromus deltshevi est une espèce d'araignées aranéomorphes de la famille des Philodromidae.

## Distribution
Cette espèce est endémique du Yémen.

## Description
Le mâle holotype mesure 3,25 mm et les femelles de 2,8 à 3,5 mm.

## Étymologie
Cette espèce est nommée en l'honneur de Christo Deltshev.

## Publication originale
- Muster, 2009 : The Ebo-like running crab spiders in the Old World (Araneae, Philodromidae). ZooKeys, no 16, p. 47-73 (texte intégral).